# Álvaro del Portillo
Beato Álvaro del Portillo, nome completo Álvaro del Portillo y Diez de Sollano (Madrid, 11 marzo 1914 – Roma, 23 marzo 1994), è stato un vescovo cattolico e ingegnere spagnolo. Fu beatificato nel 2014. Fu il più stretto collaboratore e il primo successore di Josemaría Escrivá de Balaguer alla guida dell'Opus Dei. Ordinato presbitero nel 1944, e vescovo nel 1991.

## Biografia
Nacque a Madrid, terzo di otto fratelli. In una dichiarazione da lui stesso fatta, quando aveva compiuto 75 anni, ha ricordato come la sua fosse "una famiglia cristiana, con un padre che le aveva insegnato la pietà e una madre che gli inculcò la devozione al Sacro Cuore e allo Spirito Santo e una particolare venerazione alla Santissima Vergine". Terminato il liceo nel 1931, si iscrisse alla Scuola di Aiutanti di Opere Pubbliche e al contempo alla Scuola Superiore di Ingegneria Civile. Sentendo il desiderio di collaborare alle opere assistenziali organizzate dalla facoltà di Ingegneria e architettura, si iscrisse alla Conferenza di San Vincenzo.
Il suo amico e collega ingegnere Manuel ricorda che una volta, nel far visita a delle famiglie che abitavano in alcune baracche, avevano trovato quattro bambini abbandonati perché i loro genitori erano in prigione. La polizia si disinteressò del problema e l'amico ricorda ancora Álvaro che camminava per le strade di Madrid tenendo per mano tre bambini (il quarto era sulle sue spalle perché era troppo piccolo per camminare) alla ricerca di una associazione benefica che li ospitasse. Dopo aver conseguito la laurea, esercitò per un breve periodo la professione di ingegnere nelle province attraversate dai fiumi Xúquer, Duero ed Ebro.
Nel 1935 aderì all'Opus Dei, pochi mesi dopo averne conosciuto il fondatore, don Josemaría Escrivá; si laureò in lettere e filosofia ed in diritto canonico ma nel contempo si preoccupava di compiere un servizio di apostolato e catechesi presso i suoi compagni di studio e i suoi colleghi di lavoro. Nel 1936, allo scoppio della guerra civile spagnola, Álvaro si trovava a Madrid. Riuscì a farsi ospitare dalla ambasciata di Finlandia che però venne assaltata dalle milizie popolari e tutti i rifugiati, lui compreso, vennero imprigionati. Liberato dopo un mese senza un motivo apparente, trovò rifugio presso il consolato dell'Honduras assieme a Josemaría Escrivá e altri tre giovani dell'Opus Dei. Solo dopo un anno e mezzo troverà le condizioni propizie per abbandonare Madrid. Il suo piano consisteva nell'arruolarsi nell'esercito repubblicano per trovarsi vicino al fronte di guerra e potere in questo modo passare nella parte nazionalista.
Ogni volta che scopriva che la compagnia in cui si era arruolato non veniva destinata al fronte, disertava e si presentava in un'altra caserma con un nome diverso. Alla fine l'impresa riuscì assieme ad altri tre compagni dell'Opus Dei che provvidenzialmente si erano trovati nella stessa compagnia dello stesso battaglione. Si accorsero di esser arrivati nella parte nazionalista quando sentirono le campane della chiesa del paese più vicino. Nel 1943 il fondatore dell'Opus Dei aveva individuato nella Società Sacerdotale della Santa Croce la soluzione giuridica più idonea perché dei sacerdoti venissero ordinati con il fine precipuo di dedicarsi alla cura dei fedeli dell'Opera. Il vescovo di Madrid Eijo y Garay diede la sua approvazione ma occorreva avere il nulla osta della Santa Sede. Álvaro del Portillo fu incaricato, in qualità di segretario generale dell'Opera, di recarsi a Roma.
Álvaro prese un aereo di linea italiano diretto a Roma. Durante la traversata del Mediterraneo l'aereo si trovò nel mezzo di uno scontro fra dei caccia inglesi e una nave da guerra italiana. Tutti i passeggeri gridavano per il pericolo ma Álvaro, come raccontò più tardi, si mantenne tranquillo perché era confidente che non gli sarebbe successo nulla, dal momento che stava compiendo una missione gradita a Dio. A Roma ebbe un'udienza privata con Pio XII, riuscendo a presentargli la spiritualità e la missione dell'Opera. Il 25 giugno del 1944 fu ordinato sacerdote dall'arcivescovo di Madrid Eijo y Garay divenendo, assieme ad altri due compagni, uno dei primi tre sacerdoti dell'Opus Dei, dopo il fondatore. In quell'occasione il vescovo Garay lo invitò a riflettere sul fatto che con l'ordinazione sacerdotale avrebbe perso in personalità: in quel momento era un prestigioso ingegnere, poi sarebbe diventato un prete fra i tanti. Álvaro rispose: "Eccellenza, la mia personalità l'ho regalata a Gesù molti anni fa".
Si dedicò, quindi, esclusivamente a coadiuvare san Josemaría Escrivá alla guida dell'Opus Dei come segretario generale. Nel 1946 si recò nuovamente a Roma su incarico di san Josemaría Escrivá con il compito di riuscire a trasformare l'Opus Dei da realtà solamente spagnola in una istituzione di diritto pontificio. Dopo la fondazione del Collegio Romano della Santa Croce ne divenne rettore. 
Durante il pontificato di Pio XII collaborò in diversi dicasteri della Santa Sede. Nel 1963 fu nominato da papa Giovanni XXIII consultore nella pontificia commissione per la revisione del codice di diritto canonico. Senza perdere la carica di Segretario generale dell'Opus Dei. Fu perito e consultore di diverse commissioni del Concilio Vaticano II, fra le quali quella per l'apostolato dei laici e quella dei religiosi nonché segretario per la Commissione conciliare per la disciplina del clero, diventando un discreto ma efficace protagonista del Concilio. Papa Paolo VI lo nominò in seguito consulente in diverse commissioni post-conciliari. Il 24 gennaio 1964 accompagnò monsignor Escrivá in visita da Paolo VI.
Il papa ricordò in quell'occasione che si conoscevano ormai da molti anni e aggiunse "sono diventato vecchio". Don Alvaro fu pronto a rispondere: "No, Santità, è diventato Pietro". Il 21 novembre 1964 il Concilio promulga la costituzione Lumen Gentium che proclama la chiamata universale alla santità. La Chiesa Universale confermava in questo modo quello che era stata fino a quel momento una prerogativa della spiritualità dell'Opus Dei. Il 26 giugno 1975 morì san Josemaría Escrivá. Nel settembre del 1975, il giorno 15, al congresso generale che fu fatto dopo la morte del fondatore, don Álvaro del Portillo fu eletto successore a capo dell'Opus Dei.
Nel 1982 papa Giovanni Paolo II eresse l’Opus Dei in prelatura personale e nominò monsignor del Portillo suo primo Prelato.
Il 7 dicembre 1990, Giovanni Paolo II lo nominò vescovo.
Il 6 gennaio 1991 lo stesso Giovanni Paolo II gli conferì l'ordinazione episcopale.
Negli anni in cui fu a capo della prelatura, Álvaro del Portillo promosse tante attività della stessa Prelatura in 20 paesi nuovi di tutto il mondo. Nei viaggi pastorali nei cinque continenti parlava sempre di amore alla Chiesa e al Papa e predicò con una grande convinzione il messaggio cristiano di san Josemaría riguardo alla santità nella vita ordinaria.
Quando già era Prelato, diede impulso alla nascita di numerose iniziative sociali ed educative. Il Centre Hospitalier Monkole (Kinshasa, Congo), il Campus Bio-Medico (Roma), il Center for Industrial Technology and Enterprise (CITE, a Cebú, Filippine) o la Niger Foundation (Enugu, Nigeria) sono alcuni esempi di iniziative sociali portate avanti da alcuni fedeli dell'Opus Dei, insieme ad altre persone, grazie alla spinta e incoraggiamento di mons. del Portillo. Fu anche gran cancelliere delle università di Navarra a Pamplona e di Piura.
Morì il 23 marzo 1994, poco dopo essere tornato a Roma da un pellegrinaggio in Terra santa.
Scrisse estesamente su temi pastorali ed ecclesiologici. È sepolto nella cripta della chiesa prelatizia di Santa Maria della Pace (che si trova nel quartiere Parioli, a Roma), presso la sede centrale della prelatura.

## Culto
Il 28 giugno 2012 papa Benedetto XVI promulga il decreto che riconosce le sue virtù eroiche. Il 5 luglio 2013 papa Francesco promulga il decreto sul miracolo a lui attribuito, che apre la strada per la beatificazione.
Il 27 settembre 2014 è stato proclamato beato in una celebrazione a Madrid presieduta dal cardinale Angelo Amato, prefetto della Congregazione delle cause dei santi, in qualità di legato pontificio.

### Causa di beatificazione
Di seguito la cronologia:
- 23 marzo 1994: muore a Roma poche ore dopo essere rientrato da un pellegrinaggio in Terra santa.
- 19 febbraio 1997: mons. Flavio Capucci è nominato postulatore della causa di beatificazione.
- 6 dicembre 2002: pubblicato editto indirizzato ai fedeli della prelatura al fine di raccogliere scritti del servo di Dio e documenti sulla sua persona.
- 4 luglio 2003: pubblicato analogo editto indirizzato ai fedeli della diocesi di Roma ordinato dal cardinale Camillo Ruini.
- 21 novembre 2003: la Congregazione delle cause dei santi concede che la causa sia istruita aequaliter dai tribunali ecclesiastici del vicariato di Roma e della prelatura dell'Opus Dei.
- 21 gennaio 2004: la congregazione concede il decreto di nihil obstat per l'inizio della causa.
- 5 marzo 2004: si apre il processo istruito dal tribunale del vicariato di Roma super vita et virtutibus.
- 20 marzo 2004: mons. Javier Echevarría presiede la prima sessione del processo istruito dal tribunale della prelatura, presso la Pontificia Università della Santa Croce.
- 26 giugno 2008: si chiude il processo istruito dal tribunale del vicariato di Roma.
- 7 agosto 2008: si chiude la fase istruttoria condotta dal tribunale della prelatura.
- 19 febbraio 2010: è presentata la positio super vita et virtutibus.
- 10 febbraio 2012: risposta positiva alla domanda circa l'esercizio eroico delle virtù del servo di Dio da parte dell'assemblea straordinaria dei consulenti teologi della congregazione delle cause dei santi.
- 5 giugno 2012: risposta positiva anche dalla congregazione ordinaria dei cardinali e dei vescovi.
- 28 giugno 2012: il santo padre Benedetto XVI promulga il decreto sulle sue virtù eroiche, dichiarandolo venerabile.[19]
- 5 luglio 2013: papa Francesco autorizza la promulgazione del decreto del miracolo a lui attribuito.[20]
- 27 settembre 2014: beatificazione a Madrid.

### Le ragioni della beatificazione
Il decreto sulle virtù analizza la figura di Álvaro del Portillo. Sua caratteristica principale è la fedeltà: fedeltà a Dio, anzitutto, nel compimento della sua volontà; fedeltà alla Chiesa e al Papa; fedeltà al sacerdozio; fedeltà alla vocazione cristiana in ogni istante ed in ogni circostanza della vita (decreto sulle virtù, pag.1). La santificazione del lavoro è stata perseguita in ogni momento della sua vita: prima come ingegnere, poi come sacerdote e, infine, come Vescovo. Da quando fu alla guida dell'Opus Dei (1975) si prodigò all'estensione degli apostolati svolti dai fedeli della Prelatura al servizio della Chiesa, viaggiò in tutto il mondo per incoraggiare i fedeli della Prelatura e tanti altri cristiani. Mons. Álvaro del Portillo visse con un profondo senso della filiazione divina, che lo portava a cercare l'identificazione con Cristo in un fiducioso abbandono alla volontà del Padre (decreto sulle virtù, pag.3). 
(decreto sulle virtù, pag.3)

## Onorificenze
Cavaliere di onore e devozione dell'Ordine di Malta
 Gran Croce dell'Ordine di San Raimondo di Peñafort

## Scritti sul Beato Alvaro del Portillo
- AA.VV., Don Alvaro: fedeltà giorno per giorno, Roma, 1986;
- AA.VV., "Cenni biografici di S.E. Mons. Alvaro del Portillo", Romana: bollettino della Prelatura della Santa Croce e Opus Dei, 1994, vol. X, núm. 18, pp. 11–21;
- AA.VV., "Profilo biografico di mons. Alvaro del Portillo y Diez de Sollano", en Ateneo Romano de la Santa Cruz, Rendere amabile la verità: raccolta di scritti di Mons. Alvaro del Portillo: pastorali, teologici, canonistici, vari, Città del Vaticano, Libreria Editrice Vaticana, 1995, p. 661-664;
- AA.VV., Beatificazione Álvaro del Portillo. Madrid, 27 settembre 2014, Milano, Ares, 2014, I;
- AA.VV., Vir fidelis multum laudabitur. Nel centenario della nascita di Mons. Álvaro del Portillo, a cura di Pablo Gefaell, Roma, Edizioni Università della Santa Croce (Edusc), 2014, I;
- Salvador Bernal, Alvaro del Portillo, prelato dell'Opus Dei, Milano, Ares, 1997, I;
- Massimo Bettetini, Don Álvaro: Mons. Álvaro del Portillo Vescovo, Prelato dell'Opus Dei, Milano, San Paolo, 2014, I;
- Vicente Bosch, Servo buono e fedele: scritti sulla figura di Mons. Álvaro del Portillo, Città del Vaticano, Libreria Editrice Vaticana, 2001, I;
- Hugo de Azevedo, Missione compiuta: biografia di Álvaro del Portillo, Milano, Ares, 2010, I;
- Gabriele Della Balda, Alvaro del Portillo. Il Prelato del sorriso che guidò l'Opus Dei, Torino, Velar, 2014, I;
- Javier Echevarría, Don Álvaro del Portillo successore di mons. Escrivá de Balaguer: profilo del nuovo presidente generale dell'Opus Dei, in Studi cattolici: rivista di teologia pratica, 1976, vol. XX, núm. 180, pp. 94–98;
- José Luis Illanes Maestre, "Disponibilità e servizio. Un breve sguardo all'opera canonica, teologica ed ecclesiale di mons. Álvaro del Portillo", Annales Theologici, 1994, vol. VIII, núm. 1, pp. 13–21;
- Gaetano Lo Castro, "L'opera canonistica di Alvaro del Portillo", Ius Ecclesiae, 1994, vol. VI, núm. 2, pp. 435–445;
- Javier Medina Bayo, Alvaro del Portillo. Il primo successore di san Josemaría alla guida dell'Opus Dei, Milano, Ares, 2014, II.

## Genealogia episcopale
La genealogia episcopale è:
- Cardinale Scipione Rebiba
- Cardinale Giulio Antonio Santori
- Cardinale Girolamo Bernerio, O.P.
- Arcivescovo Galeazzo Sanvitale
- Cardinale Ludovico Ludovisi
- Cardinale Luigi Caetani
- Cardinale Ulderico Carpegna
- Cardinale Paluzzo Paluzzi Altieri degli Albertoni
- Papa Benedetto XIII
- Papa Benedetto XIV
- Papa Clemente XIII
- Cardinale Enrico Benedetto Stuart
- Papa Leone XII
- Cardinale Chiarissimo Falconieri Mellini
- Cardinale Camillo Di Pietro
- Cardinale Mieczysław Halka Ledóchowski
- Cardinale Jan Maurycy Paweł Puzyna de Kosielsko
- Arcivescovo Józef Bilczewski
- Arcivescovo Bolesław Twardowski
- Arcivescovo Eugeniusz Baziak
- Papa Giovanni Paolo II
- Vescovo Álvaro del Portillo